# Gina Dowding
Gina Dowding (ur. 15 lipca 1962 w Londynie) – brytyjska polityk i działaczka samorządowa, posłanka do Parlamentu Europejskiego IX kadencji.

## Życiorys
Absolwentka Nottingham Trent University. Pracowała jako specjalistka do spraw zdrowia publicznego w ramach systemu NHS, a także jako menedżer projektu w różnych organizacjach pozarządowych. Dołączyła do Partii Zielonych Anglii i Walii. W latach 1999–2007 była radną miasta Lancaster, ponownie wybrana w 2019. Od 2013 zasiadała w radzie hrabstwa Lancashire. W wyborach w 2019, będąc liderką jednej z okręgowych list wyborczych swojej partii, uzyskała mandat posłanki do Europarlamentu IX kadencji.